# Visszajelzés (rajzfilm)
A Visszajelzés 1977-ben bemutatott magyar rajzfilm, amelyet Dargay Attila írt és rendezett.

## Rövid történet
Szatíra a fájdalomról, amely elenyészik az időben. Mindez egy óriáskígyó testén illusztrálva, Schubert A rózsa dala című szerzeményére.

## Alkotók
- Írta, tervezte és rendezte: Dargay Attila
- Zenei rendező: Pethő Zsolt
- Operatőr: Henrik Irén
- Hangmérnök: Bársony Péter
- Vágó: Hap Magda
- Gyártásvezető: Marsovszky Emőke

Készítette a Pannónia Filmstúdió.